# Liánovec
Liánovec (Gnetum) je rod z monotypické čeledi liánovcovitých (Gnetaceae) náležející do řádu liánovcotvarých.

## Rozšíření
Roste převážně v tropických oblastech – na severovýchodě Jižní Ameriky a jihu Střední Ameriky, v tropických oblastech Afriky od Nigérie přes Kamerun, Středoafrickou republiku, Gabon, Kongo, Demokratickou republiku Kongo až do Angoly, v Asii hlavně v Thajsku, Indii, Číně, Indočíně, na Filipínách, v Indonésii a přilehlých oblastech, na Papui Nové Guineji a na ostrovech Melanésie. Rostou ve volné přírodě a některé druhy se pěstují na plantážích i přímo ve vesnicích.

## Evoluce
Současná větev liánovcotvarých, zvaná také obalosemenné rostliny, se objevila v pozdním oligocénu až středním miocénu, přičemž největší rozvoj, hlavně asijských druhů, nastal na přelomu miocénu a pliocénu. Liánovec patří do reliktního řádu, který dobře odolal rozsáhlým klimatickým změnám, které za tento dlouhý čas zemský povrch zasáhly.
U liánovce byl poprvé u vyšších rostlin zaznamenán horizontální přenos genetické informace, jehož mechanizmus je neznámý. Přenos nastal asi před 2 až 5 miliony let mezi petúnií a liánovcem.[zdroj?]

## Popis
Liánovec je velice variabilní rod, tvoří ho jak převážně liány, tak i v menší míře keře nebo stromy. Listy jsou ploché, vstřícné, celokrajné a kožovité, eliptické, síťnatě žilkované, bez palistů, většinou s odkapávacími cípy. Jsou to rostliny nahosemenné, které nemají květy. Jsou dvojdomé, jedna rostlina má samičí rozmnožovací orgány uspořádané nad sebou do „klasů“ a jiná rostlina má samčí orgány, které často mívají tvar jehněd.
Menší samčí květy mají srostlé tyčinky s prašnými pouzdry obsahujícími pyl. Samičí vajíčko je umístěno za drobnou šupinkou připomínající listen a není zcela nechráněno, není nahé, jak napovídá název nahosemenné rostliny. Je ukryto pod dvěma zvláštními obaly, z kterých plyne i pojmenování obalosemenné rostliny. Vnitřní obal (integument) je prodloužen a na jeho vrcholu se usazuje zralým vajíčkem vylučovaná polinační kapka. Ta má za úkol zachytit větrem roznášená pylová zrna a usnadnit jejich proniknutí klovým otvorem do vajíčka a oplodnit ho. V pylové láčce se generativní buňka rozdělí a vzniknou dvě spermatické buňky, menší zanikne a větší zajistí oplození vajíčka za vzniku zygoty, která se přemění v zárodek. Je zde náznak dvojího oplodnění, čímž se tato skupina přibližuje ke krytosemenným rostlinám. Z vnějšího obalu vznikne po dozrání oplozeného vajíčka dužnatý obal vlastního semene, plod připomínající peckovici. Klíčí dvěma děložními lístky.

## Význam
Hlavním přínosem liánovce je jeho výživná hodnota. Jednak se používá jeho semen k výrobě mouky, např. Gnetum gnemon (strom v Asii), a jednak listů, např. Gnetum africanum a Gnetum buchholzianum (liány v Africe). Jisté druhy liánovce také využívají k léčbě místní bylinkáři.
Liánovec, zejména jeho nejchutnější a nejproduktivnější odrůdy, je pokusně pěstován i na plantážích, neboť pro svou nenáročnost na agrotechniku a pro svou vysokou nutriční hodnotou může být vhodným doplňkem stravy v oblastech Třetího světa trpících nedostatkem potravin.

## Taxonomie
Sbírání a určování taxonomie jednotlivých druhů liánovců rostoucích jako liány ve vysokých tropických porostech je velice obtížné. Hlavní části nutné ke správnému zařazení, květy a plody, se nacházejí až vysoko v hustě zapojených korunách stromů.
Převážná část z 30 až 40 známých druhů liánovce roste v Asii a Oceánii, dva druhy sobě velice podobné v Africe a 8 druhů v Americe. Nejrozšířenějším druhem je liánovec jedlý.